# 2022年冬季奥林匹克运动会巴基斯坦代表团
2022年冬季奥林匹克运动会巴基斯坦代表团是巴基斯坦所派出的2022年冬季奥林匹克运动会代表团。这是该国第四次参加冬季奥运。

## 高山滑雪
根据国际滑雪联合会公布的各代表团所获席位列表，巴基斯坦原本在高山滑雪项目上共可派出一名男选手和一名女选手参赛。然而原本有资格参赛的女选手Mia Nuriah Freudweiler因伤无缘参赛，至此该国仅有一名男子高山滑雪选手参赛。
| 运动员         | 项目     | 第一次 | 第一次 | 第二次 | 第二次 | 总计 | 总计 |
| 运动员         | 项目     | 时间   | 排名   | 时间   | 排名   | 时间 | 排名 |
| -------------- | -------- | ------ | ------ | ------ | ------ | ---- | ---- |
| Muhammad Karim | 男子曲道 | DNF    | DNF    | DNF    | DNF    | DNF  | DNF  |